# شينيا تانايوي
شينيا تانايوي (باليابانية: 田ノ上 信也) (5 فبراير 1980 في كاغوشيما في اليابان – )؛ هو لاعب كرة قدم ياباني سابق كان يلعب كلاعب وسط.

## وصلات خارجية
- شينيا تانايوي على موقع رابطة كرة القدم اليابانية للمحترفين (اليابانية)
- شينيا تانايوي على موقع قاعدة بيانات كرة القدم.إي يو (الإنجليزية)
- شينيا تانايوي على موقع Soccerway.com (الإنجليزية)
- شينيا تانايوي على موقع عالم كرة القدم.نت (الإنجليزية)